# Whicher Range
Whicher Range är en bergskedja i Australien. Den ligger i delstaten Western Australia, omkring 210 kilometer söder om delstatshuvudstaden Perth.
I omgivningarna runt Whicher Range växer i huvudsak städsegrön lövskog. Runt Whicher Range är det mycket glesbefolkat, med 3 invånare per kvadratkilometer. Genomsnittlig årsnederbörd är 1 201 millimeter. Den regnigaste månaden är maj, med i genomsnitt 210 mm nederbörd, och den torraste är januari, med 9 mm nederbörd.